# Casteljaloux
Casteljaloux je francouzská obec ležící v departementu Lot-et-Garonne v jihozápadní Francii. Má rozlohu 30 km².

## Geografie
Obec zasahuje do krasové oblasti při pobřeží řeky Garonny. Stáří tohoto krasového útvaru se odhaduje na 40 000 let.

## Demografie
Počet obyvatel této obce od roku 2007 pomalu klesá. Zatímco v roce 2007 zde žilo 4 664 obyvatel, v roce 2020 jich bylo pouze 4 636. Nejvíce obyvatel zde žilo v roce 1968, bylo jich přes 5 000.
Starostkou je Julie Castillo a tuto pozici bude zastávat do roku 2026.

## Historie
Na konci 11. století stál na území dnešní obce kostel a mlýn, obojí spadalo pod opatství v Bordeaux. Do 16. stoletím bylo Casteljaloux a jeho okolí majetkem pánů z Albretu. Ti z obce, tehdy ještě samostatného města, učinili zázemí protestantismu. Část budov byla poničena během nepokojů, které nastaly po zrušení ediktu nantského, který zajišťoval francouzským protestantům uznání. Během průmyslové revoluce zde vyrostly papírny, slévárny a továrny na výrobu svíček a zpracování vosku. 